# Carex lemmonii
Carex lemmonii är en halvgräsart som beskrevs av William Boott. Carex lemmonii ingår i släktet starrar, och familjen halvgräs.
Artens utbredningsområde är Kalifornien. Inga underarter finns listade i Catalogue of Life.